# علیرضا گلی‌پور
علیرضا گلی‌پور دانشجوی ایرانی مخابرات و کارمند وزارت ارتباطات و فناوری اطلاعات بود که در مهر ۱۳۹۱ توسط وزارت اطلاعات به اتهام افشای برنامه صلح آمیز هسته ای ایران که در قاموس هر کشوری نام این عمل جاسوسی می باشد ابتدا به مدت هشت ماه قرنطینه در زندان اوین نگهداری شد. و سپس در دادگاه به ۳۹ سال و ۹ ماه زندان محکوم گردید.
وکیل گلی‌پور گفته که پس از شش سال وضعیت جسمانی او وخیم است. او در مقطع دکترا تحصیل می‌کرد و کارمند رسمی وزارت ارتباطات و فناوری اطلاعات بود.